# Заоралек, Любомир
Любомир Заоралек (чеш. Lubomír Zaorálek; род. 6 сентября 1956, Острава, Чехословакия) — чешский политик, с 1996 года депутат Палаты депутатов Парламента Чешской Республики от Чешской социал-демократической партии, с 24 июня 2010 года вице-председатель Палаты депутатов Парламента Чешской Республики, в 2002—2006 годах председатель Палаты депутатов Парламента Чешской Республики. С 29 января 2014 года министр иностранных дел Чехии.

## Биография
В 1982 году Любомир Заоралек окончил философский факультет Университета им. Яна Эвангелисты Пуркине в Брно,
отделение марксистско-ленинской философии и политической экономии. После университета работал на Чехословацком телевидении Острава в качестве драматурга, откуда вынужден был уволиться по политическим мотивам. В 1986—1989 годах являлся членом Чешской национально-социальной партии (тогда носившей название Чехословацкая социалистическая партия). В ноябре 1989 года Любомир Заоралек стал одним из основателей Гражданского форума в Остраве.
В январе 1990 года Заоралек был избран депутатом Федерального собрания ЧССР как беспартийный, затем от общественно-политической организации Гражданский форум. Оставался депутатом Федерального собрания до выборов в июне 1990 года. В 1994 году вступил в Чешскую социал-демократическую партию (ČSSD).
На выборах 1996 года Заоралек был избран в Палату депутатов Парламента Чешской республики, затем успешно переизбран на выборах 1998, 2002, 2006 и 2010 годов. С 11 июля 2002 года по 14 августа 2006 года был Председателем Палаты депутатов. В 2010—2013 годах являлся заместителем Председателя Палаты депутатов и министром иностранных дел теневого правительства ČSSD.
Является председателем правления Масариковой демократической академии. Разведён, имеет троих детей.